# Chi Vông vang
Chi Vông vang (danh pháp khoa học: Abelmoschus) hay chi Hoàng quỳ, chi Thu quỳ, là một chi có 12 loài thực vật có hoa trong họ Cẩm quỳ (Malvaceae), có nguồn gốc từ khu vực nhiệt đới châu Phi, châu Á và miền bắc Úc. Trước đây nó được gộp trong chi Dâm bụt (Hibiscus), nhưng hiện nay được tách ra thành một chi riêng biệt.
Chi này chứa các loại cây thân thảo sống một năm hay lâu năm, có thể cao tới 2 m. Lá của chúng dài và rộng 10–40 cm, xẻ thùy chân vịt với 3-7 thùy, các thùy rất khác biệt về độ sâu, từ vừa chỉ có thùy tới xé thùy sâu tới tận gốc lá. Các hoa có đường kính 4–8 cm, với 5 cánh hoa màu từ trắng tới vàng, thường với các đốm đỏ hay tía tại phần gốc mỗi cánh hoa. Quả là dạng quả nang, dài 5–20 cm và chứa nhiều hạt.
Các loài trong chi Vông vang bị ấu trùng của một số loài côn trùng cánh vẩy (Lepidoptera) phá hoại, chẳng hạn như Chionodes hibiscella thường sinh sống trên A. moschatus.
Một vài loài có thể ăn được, với cả quả non hay lá non đều có thể ăn được. Loài quan trọng nhất về mặt thương mại là đậu bắp. Bụp mì cung cấp sợi như đay còn vông vang được trồng để lấy hạt sản xuất tinh dầu nhằm thay thế cho xạ của động vật, nhưng hiện nay bị cấm do nó gây ra dị ứng sáng.

## Các loài
Theo Thực vật chí thế giới trực tuyến (WFO), tính đến nay có 12 loài, 2 thứ và 2 phân loài trong chi Vông vang đã được công nhận:
- Abelmoschus angulosus Wight & Arn.
- Abelmoschus caillei (A.Chev.) J.M.C.Stevels - Đậu bắp Tây Phi
- Abelmoschus crinitus Wall. - Bụp tóc, bụp lông dài
- Abelmoschus enbeepeegearensis K.J.John, Scariah, Nissar, K.V.Bhat & S.R.Yadav
- Abelmoschus esculentus Moench - Đậu bắp
- Abelmoschus ficulneus (L.) Wight & Arn.
- Abelmoschus hostilis (Wall. ex Mast.) M.S.Khan & M.S.Hussain
- Abelmoschus magnificus Wall.
- Abelmoschus manihot (L.) Medik. - Bụp mì
- Abelmoschus moschatus Medik. - Vông vang
- Abelmoschus muliensis K.M.Feng
- Abelmoschus sagittifolius Merr. - Sâm bố chính, sâm thổ hào